# 堂子街太平天国壁画
堂子街太平天国壁画，坐落于江苏省南京市汉西门内堂子街74号，此处建筑为典型的清代江南民居，曾为太平天国东王杨秀清属官的衙署。1952年在正厅及二厅的石灰墙面和板壁上发现了太平天国时期遗留的18幅水墨彩画，表现内容为山水或花鸟，笔法粗犷浓艳，颇具乡土气息。1988年列为第三批全国重点文物保护单位。

## 画作

### 正厅
东壁4幅，从南向北依次为：
- 《鹤寿图》，高212.5厘米，宽98厘米；
- 《江防望楼图》，高277厘米，宽201.8厘米，因雨淋而损坏，下半部尤甚；
- 《山亭瀑布图》，高279.5厘米，宽109.2厘米；
- 《广柳荫骏马图》，高244.6厘米，宽107.2厘米。

西壁3幅，从南向北依次为：
- 《双鹿灵芝图》，高207.2厘米，宽96.5厘米；
- 《云带环山图》，高273厘米，宽201.8厘米；
- 《江天亭立图》，高273厘米，宽200厘米。在画上的山麓屋前，原来绘有两只雄鸡搏斗，现已剥落。

北壁东侧1幅：
- 《孔雀牡丹图》，高233.7厘米，宽336.4厘米。

### 第二进厅
壁画绘于东、西两侧房间之木板壁上。
东壁4幅，从南向北依次为：
- 《盆栽瓶花图》，高89.8厘米，宽71.6厘米，绘于门框上方，画面剥损严重；
- 《鹿鹤同春图》，高232厘米，宽85.2厘米；
- 《绶带蟠桃图》，高233.8厘米，宽84.7厘米；
- 《丛林楼阁图》，高233厘米，宽111厘米，画面中部大部分已剥损。

西壁4幅，从南向北依次为：
- 《文房四宝图》，高88.6厘米，宽71.2厘米，亦在门框上方，画面剥损严重；
- 《鸳鸯荷花图》，高229.3厘米，宽86厘米；
- 《狮子戏球田》，高229.1厘米，宽85厘米；
- 《茅亭远帆图》，高228厘米，宽120厘米。

### 第三进厅
2幅壁画亦绘于东、西两侧房间之木板壁上。
东壁1幅：
- 《鱼藻图》，高129.5厘米，宽160厘米；

西壁1幅
- 《金狮彩球图》，高129.5厘米，宽160厘米，已褪色。[2]